# Église Saint-Révérend des Éduts
L'église Saint-Révérend est une église située aux Éduts, dans le département français de la Charente-Maritime en région Nouvelle-Aquitaine.

## Historique
L'église est inscrite au titre des monuments historiques par arrêté du 23 juillet 1973.